# Ratmir Dmitrijewitsch Cholmow
Ratmir Dmitrijewitsch Cholmow (russisch Ратмир Дмитриевич Холмов, * 13. Mai 1925 in Schenkursk; † 18. Februar 2006 in Moskau) war ein sowjetischer, später russischer Schachspieler.

## Leben
Ratmir Cholmow erlernte das Schachspiel mit zwölf Jahren und war bereits mit 14 Jahren Meister von Archangelsk. Danach war er Matrose der sowjetischen Handelsflotte. Zwischen 1949 und 1961 gewann er mehrmals die Meisterschaft von Litauen. Im Jahre 1954 wurde er Internationaler Meister, 1960 Großmeister. 1967 ließ er sich in Moskau nieder und spielte dort viele Jahre lang für Spartak Moskau. Zwischen 1948 und 1972 nahm er an sechzehn Landesmeisterschaften der UdSSR teil, sein bestes Ergebnis erzielte er dabei mit einem geteilten ersten Platz in Leningrad 1963. Er spielte auch einige Turniere im Ausland, allerdings nur in sozialistischen Ländern, und gewann unter anderem in Kecskemét 1962, Havanna 1968 und Budapest 1976. Er war bis ins hohe Alter schachlich aktiv, da er von seiner bescheidenen staatlichen Rente nicht leben konnte.
Im Jahre 1982 veröffentlichte er eine Autobiografie mit 63 kommentierten Partien in russischer Sprache. Seine beiden bekanntesten Gewinnpartien spielte Cholmow 1965 in Kiew gegen Dawid Bronstein und in Havanna gegen Bobby Fischer. Eine von Cholmow selbst überlieferte Anekdote ist, dass er sich als den „eigentlichen Weltmeister“ 1954 betrachtete, denn vor Beginn des WM-Kampfes zwischen Michail Botwinnik und Wassili Smyslow haben die beiden WM-Kämpfer jeweils geheime Trainingswettkämpfe mit Cholmow gespielt und Cholmow gewann beide.
Seine beste historische Elo-Zahl war 2736 im März 1961, damit lag er auf Platz 8 der Weltrangliste.

## Partiebeispiele
|   | a | b | c | d | e | f | g | h |   |
| 8 |   |   |   |   |   |   |   |   | 8 |
| 7 |   |   |   |   |   |   |   |   | 7 |
| 6 |   |   |   |   |   |   |   |   | 6 |
| 5 |   |   |   |   |   |   |   |   | 5 |
| 4 |   |   |   |   |   |   |   |   | 4 |
| 3 |   |   |   |   |   |   |   |   | 3 |
| 2 |   |   |   |   |   |   |   |   | 2 |
| 1 |   |   |   |   |   |   |   |   | 1 |
|   | a | b | c | d | e | f | g | h |   |

Eine Glanzpartie gewann Cholmow bei der 32. UdSSR-Meisterschaft in Kiew 1964 gegen David Bronstein. Das Springeropfer im 18. Zug wird von dem englischen Großmeister John Emms in seinem Buch The most amazing chess moves of all time auf Platz 4 geführt.
Cholmow – Bronstein
Kiew, 23. Januar 1965
Sizilianische Verteidigung (Najdorf-Variante), B99
1. e4 c5 2. Sf3 Sf6 3. Sc3 d6 4. d4 cxd4 5. Sxd4 a6 6. Lg5 e6 7. f4 Le7 8. Df3 Dc7 9. 0–0–0 Sbd7 10. g4 b5 11. Lxf6 gxf6 12. f5 Se5 13. Dh3 0–0 14. g5 b4 15. gxf6 Lxf6 16. Tg1+ Kh8 17. Dh6 De7 Diagramm 18. Sc6 Sxc6 19. e5 Lg5+ Auch nach dem besseren 19. … Lxe5 20. f6 Lxf6 21. Ld3 Lg5+ 22. Txg5 f6 23. Tg3 nebst Tdg1 hat Weiß entscheidenden Angriff 20. Txg5 f6 21. exd6 Df7 22. Tg3 bxc3 23. Lc4 cxb2+ 24. Kb1 Sd8 25. Tdg1 Ta7 26. d7 Txd7 27. fxe6 Sxe6 28. Lxe6 Td1+ 29. Txd1 Lxe6 30. Kxb2 Tb8+ 31. Ka1 Lxa2 32. Tgd3 De7 33. Kxa2 De6+ 34. Tb3 1:0
Beim Turnier in Havanna 1965, bei dem Bobby Fischer erstmals nach dem Kandidatenturnier Curaçao 1962 wieder ein internationales Turnier auch gegen sowjetische Spitzenspieler bestritt, errang Cholmow einen viel beachteten Sieg mit Schwarz gegen ihn.
Fischer – Cholmow
Havanna, 20. September 1965
Spanische Partie (Geschlossene Verteidigung), C98
1. e4 e5 2. Sf3 Sc6 3. Lb5 a6 4. La4 Sf6 5. 0–0 Le7 5. 0–0 Le7 6. Te1 b5 7. Lb3 d6 8. c3 0–0 9. h3 Sa5 10. Lc2 c5 11. d4 Dc7 12. Sbd2 Sc6 13. dxc5 (Damit setzt Weiß auf die Springerstützpunkte d5 und f5) dxc5 14. Sf1 Le6 15. Se3 Tad8 16. De2 c4 17. Sg5 h6 Schwarz provoziert für sich einen Doppelbauern auf e6, der die weißen Springerstützpunkte d5 und f5 zunichtemacht. 18. Sxe6 fxe6 19. b4? Sd4! 20. cxd4 exd4 21. a3 d3 22. Lxd3 Txd3 23. Sg4 Kh7 24. e5 Sxg4 25. De4+ g6 26. Dxg4 Tf5 27. De4 Dd7 28. Le3 Dd5 29. Dxd5 Txd5 30. f4 g5 31. g3 gxf4 32. gxf4 Tf8 33. Kg2 Kg6 34. Tg1 Td3 35. Kf3+ Kf5 36. Tg7 Ld8 37. Tb7 Tg8 38. Tb8 Tg7 39. a4 h5 40. axb5 axb5 41. Lxb5 Lh4 42. Ke2 Tg2+ 43. Kf1 Th2 44. Kg1 Te2 45. Lb6 c3 46. Kf1 Th2 0:1